# Metalimnobia solitaria
Metalimnobia solitaria là một loài ruồi trong họ Limoniidae. Chúng phân bố ở miền Tân bắc.